# Беннетт (Вісконсин)
Беннетт (англ. Bennett) — місто (англ. town) в США, в окрузі Дуглас штату Вісконсин. Населення — 632 особи (2020).

## Демографія
Згідно з переписом 2010 року, у місті мешкало 597 осіб у 240 домогосподарствах у складі 164 родин. Було 341 помешкання
Расовий склад населення:
| - 96,5 % — білих - 1,2 % — корінних американців - 0,2 % — чорних або афроамериканців |

До двох чи більше рас належало 2,2 %. Частка іспаномовних становила 1,3 % від усіх жителів.
За віковим діапазоном населення розподілялося таким чином: 20,4 % — особи молодші 18 років, 62,7 % — особи у віці 18—64 років, 16,9 % — особи у віці 65 років та старші. Медіана віку мешканця становила 45,6 року. На 100 осіб жіночої статі у місті припадало 106,6 чоловіків;  на 100 жінок у віці від 18 років та старших — 108,3 чоловіків також старших 18 років.
Середній дохід на одне домашнє господарство  становив 85 785 доларів США (медіана — 65 972), а середній дохід на одну сім'ю — 80 168 доларів (медіана — 64 643). Медіана доходів становила 50 577 доларів для чоловіків та 46 250 доларів для жінок. За межею бідності перебувало 5,3 % осіб, у тому числі 7,0 % дітей у віці до 18 років та 8,6 % осіб у віці 65 років та старших.
Цивільне працевлаштоване населення становило 232 особи. Основні галузі зайнятості: освіта, охорона здоров'я та соціальна допомога — 32,3 %, транспорт — 15,9 %, виробництво — 9,9 %, науковці, спеціалісти, менеджери — 8,6 %.